# 安迪·霍利斯
安迪·霍利斯美国电子游戏设计师、程序师、制作人，游戏公司MicroProse联合创办人。
他制作了多款飞行模拟游戏。GameSpot将他列入「最具影响力的计算机游戏人物」榜单，称赞他「让飞行模拟游戏不失严肃又不劝退新手」（to bring back serious flight simulations that don't alienate beginners）。